# Adonisea megarena
Adonisea megarena är en fjärilsart som beskrevs av Smith 1906. Adonisea megarena ingår i släktet Adonisea och familjen nattflyn. Inga underarter finns listade i Catalogue of Life.